# Herbert Swoboda (Musiker)
Herbert Swoboda (* 15. Oktober 1966 in Wien) ist ein österreichischer Jazzpianist und -klarinettist. 

## Leben
Herbert Swoboda begann seine musikalische Ausbildung im Alter von zehn Jahren. Nach der Matura am Musikgymnasium Wien studierte er am Konservatorium der Stadt Wien und schloss 1994 die Fächer Jazzklavier (Zweitinstrument Klarinette) und Jazzpädagogik mit Auszeichnung ab. Seit 1991 ist er als freiberuflicher Musiker tätig und beschäftigt sich hauptsächlich mit traditionellem Jazz. Er ist Mitglied verschiedener Formationen wie z. B. Jazzklusiv und den Radio Kings des Vibraphonisten Martin Breinschmid.
Als Pianist wird er besonders als Begleiter internationaler Gastmusiker geschätzt, war aber auch Mitglied des Quartetts von Christian Plattner. Als Klarinettist leitet er seine eigenen Formationen wie Swobodas Swing Trio und das Herbert Swoboda Quintett. Als Mitglied der „Fatty George Memorial Band“ ersetzte er den legendären Wiener Jazzmusiker Fatty George und bestritt beim JazzFest Wien einen Auftritt mit Joe Zawinul. Auch ist er auf Alben von Diknu Schneeberger und Waldeck zu hören.
Weiters kam es zur Zusammenarbeit mit Howard Alden, Harry Allen, John Allred, Bill Berry, Jeff Clayton, Kenny Davern, Jim Galloway, Bill Grah, Marty Grosz, Scott Hamilton, Gene Harris, Red Holloway, Greetje Kauffeld, Oscar Klein, Claire Martin, George Masso, Danny Moss, Ken Peplowski, Ed Polcer, Spike Robinson, Randy Sandke, Bill Ramsey, Lew Tabackin, Warren Vaché, Benny Waters, Jiggs Whigham, Bob Wilber u. a. 
Er trat bei Festivals wie dem Salzburger Jazz-Herbst, den Erdinger Jazztagen, Jazz over Villach, Musikfestival Gföhl, Bingen swingt, den Hofer Jazztagen, dem Internationalen Dixielandfestival Dresden oder dem Jazzfestival Ascona auf.
Herbert Swoboda ist verheiratet und hat zwei Kinder.

## Diskographische Hinweise
- Quartett Mezzanin (2006) Savoir Vivre
- Herbert Swoboda Quintett (2003) Gucky's Bounce
- Annie & Jazzklusiv (2002) Who's Been Talkin’
- Swobodas Swing Trio (1999)  Swobodas Swing Trio
- Swobodas Swing Trio (2020)  Three Brothers